# Björn Bergmann Sigurðarson
Björn Bergmann Sigurðarson (Akranes, 26 febbraio 1991) è un ex calciatore islandese, di ruolo attaccante.

## Carriera

### Club
Sigurðarson iniziò la carriera in patria, con la maglia dello Akraness. Nel gennaio 2009 firmò un contratto triennale con il Lillestrøm, portando in dote 6 reti in 30 partite di campionato e la nomea di essere uno dei più talentuosi giocatori islandesi, oltre che il più veloce. Debuttò per il nuovo club il 22 marzo, subentrando ad Arild Sundgot nel pareggio casalingo per uno a uno contro il Viking. La prima rete nella massima divisione norvegese arrivò in data 20 settembre, nel pareggio per due a due contro il Bodø/Glimt. Questa stagione fu però tormentata dagli infortuni e non gli permise di andare oltre le 12 presenze, con 1 rete. Nell'Eliteserien 2010 trovò maggiore continuità e giocò 25 incontri, mettendo a segno 4 reti.
Il 18 giugno 2012, il Lillestrøm rese noto d'aver accettato la proposta di trasferimento presentata dal Wolverhampton. Il calciatore ricevette così il permesso di trattare con il club. Dopo il superamento dei test medici, l'islandese si è trasferito nella nuova squadra a partire dal 13 luglio 2012.
Il 31 gennaio 2014 fu ingaggiato dal Molde con la formula del prestito. Il 13 gennaio 2015 passò ai danesi del Copenaghen con la medesima formula.
In virtù delle prestazioni conseguite nel campionato 2017, è stato candidato al titolo di miglior giocatore della stagione. Il riconoscimento è poi andato a Tore Reginiussen.
Il 5 gennaio 2018 è stato ufficialmente ceduto ai russi del Rostov.
Tuttavia in Russia non riesce a imporsi, tanto da venire prima prestato ai ciprioti dell'APOEL (con cui non gioca mai) il 22 febbraio 2020, e poi ceduto al Lillestrøm il 14 agosto seguente. Il 27 gennaio 2021, Sigurðarson ha firmato un accordo annuale con il Lillestrøm.
Il 1º febbraio 2021 ha fatto ufficialmente ritorno al Molde, a cui si è legato con un contratto biennale.

### Nazionale
Sigurðarson debuttò per l'Islanda under 21 il 7 settembre 2010: subentrò infatti ad Andrés Már Jóhannesson nella sconfitta per tre a uno contro la Rep. Ceca under 21. I primi goal in nazionale arrivano il 1º novembre 2011 nella partita Islanda-Belgio valevoli per le qualificazioni al Campionato Europeo Under 21: nella stessa partita, prima sblocca il risultato a metà primo tempo, poi a 5 minuti dal termine fissa il punteggio sul 2-1.
Il 12 maggio 2018 viene convocato per i Mondiali di Russia 2018.

## Statistiche

### Cronologia presenze e reti in nazionale
| Cronologia completa delle presenze e delle reti in nazionale ― Islanda | Cronologia completa delle presenze e delle reti in nazionale ― Islanda | Cronologia completa delle presenze e delle reti in nazionale ― Islanda | Cronologia completa delle presenze e delle reti in nazionale ― Islanda | Cronologia completa delle presenze e delle reti in nazionale ― Islanda | Cronologia completa delle presenze e delle reti in nazionale ― Islanda | Cronologia completa delle presenze e delle reti in nazionale ― Islanda | Cronologia completa delle presenze e delle reti in nazionale ― Islanda |
| Data                                                                   | Città                                                                  | In casa                                                                | Risultato                                                              | Ospiti                                                                 | Competizione                                                           | Reti                                                                   | Note                                                                   |
| ---------------------------------------------------------------------- | ---------------------------------------------------------------------- | ---------------------------------------------------------------------- | ---------------------------------------------------------------------- | ---------------------------------------------------------------------- | ---------------------------------------------------------------------- | ---------------------------------------------------------------------- | ---------------------------------------------------------------------- |
| 6-9-2011                                                               | Reykjavík                                                              | Islanda                                                                | 1 – 0                                                                  | Cipro                                                                  | Qual. Euro 2012                                                        | -                                                                      | 84’                                                                    |
| 6-10-2016                                                              | Reykjavík                                                              | Islanda                                                                | 3 – 2                                                                  | Finlandia                                                              | Qual. Mondiali 2018                                                    | -                                                                      | 75’                                                                    |
| 9-10-2016                                                              | Reykjavík                                                              | Islanda                                                                | 2 – 0                                                                  | Turchia                                                                | Qual. Mondiali 2018                                                    | -                                                                      | 62’                                                                    |
| 10-1-2017                                                              | Nanning                                                                | Cina                                                                   | 0 – 2                                                                  | Islanda                                                                | Amichevole                                                             | -                                                                      |                                                                        |
| 15-1-2017                                                              | Nanning                                                                | Islanda                                                                | 0 – 1                                                                  | Cile                                                                   | Amichevole                                                             | -                                                                      |                                                                        |
| 24-3-2017                                                              | Mitrovica                                                              | Kosovo                                                                 | 1 – 2                                                                  | Islanda                                                                | Qual. Mondiali 2018                                                    | 1                                                                      | 86’                                                                    |
| 11-6-2017                                                              | Reykjavík                                                              | Islanda                                                                | 1 – 0                                                                  | Croazia                                                                | Qual. Mondiali 2018                                                    | -                                                                      | 77’                                                                    |
| 2-9-2017                                                               | Tampere                                                                | Finlandia                                                              | 1 – 0                                                                  | Islanda                                                                | Qual. Mondiali 2018                                                    | -                                                                      | 59’                                                                    |
| 5-9-2017                                                               | Reykjavík                                                              | Islanda                                                                | 2 – 0                                                                  | Ucraina                                                                | Qual. Mondiali 2018                                                    | -                                                                      | 67’                                                                    |
| 24-3-2018                                                              | Santa Clara                                                            | Messico                                                                | 3 – 0                                                                  | Islanda                                                                | Amichevole                                                             | -                                                                      | 81’                                                                    |
| 28-3-2018                                                              | Lipsia                                                                 | Perù                                                                   | 3 – 1                                                                  | Islanda                                                                | Amichevole                                                             | -                                                                      |                                                                        |
| 2-6-2018                                                               | Reykjavík                                                              | Islanda                                                                | 2 – 3                                                                  | Norvegia                                                               | Amichevole                                                             | -                                                                      | 46’                                                                    |
| 7-6-2018                                                               | Reykjavík                                                              | Islanda                                                                | 2 – 2                                                                  | Ghana                                                                  | Amichevole                                                             | -                                                                      | 89’                                                                    |
| 16-6-2018                                                              | Mosca                                                                  | Argentina                                                              | 1 – 1                                                                  | Islanda                                                                | Mondiali 2018 - 1º turno                                               | -                                                                      | 89’                                                                    |
| 22-6-2018                                                              | Volgograd                                                              | Nigeria                                                                | 2 – 0                                                                  | Islanda                                                                | Mondiali 2018 - 1º turno                                               | -                                                                      | 71’                                                                    |
| 26-6-2018                                                              | Rostov                                                                 | Islanda                                                                | 1 – 2                                                                  | Croazia                                                                | Mondiali 2018 - 1º turno                                               | -                                                                      | 71’                                                                    |
| 8-9-2018                                                               | San Gallo                                                              | Svizzera                                                               | 6 – 0                                                                  | Islanda                                                                | UEFA Nations League 2018-2019 - 1º turno                               | -                                                                      | 60’                                                                    |
| Totale                                                                 |                                                                        | Presenze                                                               | 17                                                                     |                                                                        | Reti                                                                   | 1                                                                      |                                                                        |

## Palmarès
- Campionato norvegese: 1

Molde: 2014
- Coppa di Norvegia: 2

Molde: 2014, 2021-2022
- Coppa di Danimarca: 1

Copenaghen: 2014-2015